# Демос (аналітичний центр США)
Demos - американський аналітичний центр, дослідницький та політичний центр, заснований у 2000 році, який представляє ліберальні точки зору з економічних питань. Їх основна увага приділяється реформуванню виборчих процесів, економічній безпеці, стабільності та альтернативи економічному прогресу.

## Завдання
Мульти-версія національної організації, що включає в себе досліждження різних питань та поєднує в собі дослідження, розробку політики та адвокації, щоб впливати на громадські дебати та стимулювати прогресивні зміни. Назва "Демос" походить від грецького слова, що означає "народ" і є основою для слова "Демократія".

## Історія
Наприкінці 1990-х Демос був створений Чарльзом Галперном, президентом Фонду Натаном Каммінгсом (1989-2000). Галперн хотів створити контр-аргумент щодо зростаючого впливу багатьох правоцентристських аналітичних центрів і заснувати багатопрофільну організацію, яка зосереджувала б увагу на поступовому розвитку політики та адвокації. Девід Каллахан, співробітник Фонду століття, та Стівен Хейнтц, віце-президент Інституту Схід-Захід, приєднався до Гальперна, допомагаючи започаткувати Демос. Членами засновницької ради стали Арні Міллер, компанія Ісаксон Міллер, виконавча пошукова компанія; Девід Скаггс, конгресмен Колорадо; і Барак Обама, потім сенатор штату Іллінойс.
У березні 2000 року "Демос" відкрив свій перший офіс у Нью-Йорку з Стівеном Хейнтзом як Президент. У цьому році робота "Демосу" зосереджувалася на двох питаннях: (1) економічній нерівності в Америці та зростаючому розриві добробуту; (2) збільшенні громадської участі та розвитку більш інтегрованої демократії. Ці дві області продовжують залишатись значною частиною основної роботи "Demos". Роботи "Демосу" стали особливо актуальними після ускладнень виборів 2000 року, що викликало занепокоєння з приводу ефективності американських виборчих систем.
У 2001 році Стівен Хейнц залишив посаду, і його місце було зайняте Майлз Рапопорт, законодавчим радником Коннектикуту (1985-94) та Державним секретарем (1995-1998 роки).
У березні 2014 року Рапопорт залишив Демос, щоб стати президентом "Спільної причини". Хізер МакГі, колишній віце-президент з політики та інформаційно-просвітницької діяльності, є нинішнім президентом Демосу.

## Програми
Відповідно до свого вебсайту,  Демос наразі має три широкі цілі: 1. Досягнення справжньої демократії шляхом зменшення ролі грошей у політиці та забезпечення свободи виборів 2. Створення шляхів забезпечення різноманітного, розширеного середнього класу в новій стійкій економіці та 3. Перетворення публічного наративу для підвищення цінностей спільноти та расової справедливості.

### Програма "Демократія"
Програма "Демократія" - це найстарша програма Демосу. Вона працює для зміцнення демократії в Америці через дослідження, спрямоване на заохочення громадської участі та зменшення бар'єрів для участі виборців. Програма спирається на основне переконання Демосу, що для активної демократії необхідна активна участь громадян. Значна частина їх роботи спрямована на забезпечення повного здійснення розділу 7 Закону про національну право вибору (NVRA), згідно з яким органи державної допомоги надають послуги реєстрації виборців, а також підтримку державних кампаній із встановлення політики реєстрації дільничних виборчих дільниць.

### Програма економічних можливостей
Програма "Економічна можливість" зосереджена на дослідженнях таких політичних ідей, якы спрямованих на забезпечення нових можливостей для малозабезпечених сімей, колірних людей та молодих людей для досягнення економічної безпеки. Робота програми включає звіти про борги та перевірки кредитів населення, про економічну безпеку молодих американців та людей похилого віку, а також про політику, спрямовану на допомогу студентам загальноосвітніх навчальних закладів у вищій школі.

### Ініціатива сталого розвитку
Ініціатива сталого розвитку "Демос" сприяє створенню нових творчих досліджень, розробці політики та стратегічному плануванню. Це робиться для сприяння створенню нової економіки, де пріоритетним є підтримка людських та природних спільнот. Останні доповіді включають "Поза межами ВВП: нові заходи для нової економіки", які ставлять під сумнів поширеність розповіді про зв'язок ВВП та зростання ринку з соціальним прогресом.

### Програма стипендіатів
Програма сипендіатів від "Демосу" розробляє та підтримує понад 25 стипендіатів з різноманітних фахівців, які випускають книги, дослідження та коментарі для формування більш енергійної та поінформованої громадської розмови про політику. Ініціатива "Починаючи голоси" підтримує кар'єри захоплюючих молодих лідерів, особливо колірних, щоб допомогти подолати глибоку нестачу різноманітності серед громадських коментаторів та винести надзвичайно необхідні нові ідеї в дискусію.

### Блог Політики
PolicyShop - це офіційний блог Demos, який "прагне запропонувати своєчасне коментування та аналіз різноманітних питань національної та державної політики". Всі ці теми включають робочі місця, економічну безпеку середнього класу, бюро захисту споживачів фінансових послуг, закони про ідентифікатори виборців, реформу фінансування кампанії та енергію та стійкість.

## Вплив

### Реєстрація виборців громадян з низьким рівнем доходів
Програма "Демократія" працювала над покращенням дотримання державою Закону про реєстрацію національних виборців (NVRA), основну увагу приділяючи розширенню можливостей реєстрації виборців у установах соціальних служб для виборців з низьким рівнем доходу. Нещодавно Демос входив до складу врегулювання в судовому процесі, поданому у 2005 році, стверджуючи, що Державний секретар штату Огайо Дж. Кеннет Блеквелл, губернатор Боб Тафт, і їхні попередники не змогли захистити основні права  виборців штату Огайо, щоб провести осмислене голосування, оскільки що вимагаються Закон про рівний захист і вимоги до процесуальних положень чотирнадцятої поправки до Конституції Сполучених Штатів. Це врегулювання є обов'язковим і вимагає, щоб держава забезпечувала одноманітність та послідовність процедур виборів в штаті Огайо, з тим щоб можливістю голосування могли користуватися однаково всі громадяни штату Огайо.

## Лідерство
Амелія Воррен Тяг, дочка Елізабет Воррен, є головою правління, а Хезер МакГі є президентом.